# 阿森斯 (田納西州)
（Athens）是美国田纳西州麦克明县县治，人口为14,084人。1822年，阿森斯就被规划为县治。截至1834年，阿森斯的人口已超过500人。1946年，此地发生阿森斯之战。